# Applications des systèmes d'information géographique
 (décembre 2008).
Un Système d'information géographique (SIG) permet une intégration organisationnelle de données de sources différentes (données géographiques et non géographique). Autrement dit, c'est un système qui assure la collecte, le stockage, l’analyse et la visualisation de données. Les SIG nous offrent les outils d'aide à la prise de décision.

## Leséoliennes
Le Système d'Information Géographique peut servir à cartographier les zones propices à l'implantation de parcs éoliens ou à fournir des informations de base permettant de déterminer ces zones propices. Avec sa capacité de manipulation, d'intégration et de superposition des couches, le S.I.G permet de visualiser et d'analyser plusieurs cartes thématiques en même temps. Des applications du S.I.G peuvent être encore plus précises et détaillées tels que le ArcGIS ou encore le GeoWind.

## Le géomarketing
Le géomarketing est la prise en compte, à des fins de marketing, de la réalité géographique des activités économiques. Elle vise l'analyse des comportements des consommateurs dans l'espace, et utilise des données diverses : cartographiques, de marché, et portefeuille (données propres à l'entreprise).
Cette utilisation permet :
- d'établir le lien client/marché ;
- de cibler précisément des marchés à fort potentiel ;
- d'augmenter le taux de réponse des campagnes de communication (Plan média) ;
- d'améliorer le retour sur l'investissement (ex. : zone de chalandise).

L'intérêt du géomarketing réside dans l'affinage du positionnement géographique de l'entreprise et de sa publicité.

## Les enquêtes Origine-Destination
Depuis le milieu du XXe siècle, l’automobile occupe une place prédominante dans le milieu urbain. La majorité des foyers des pays fortement urbanisés disposent d’au moins un véhicule dont la principale utilisation est le transport entre le domicile et le lieu de travail. Ce déplacement quotidien est généralement désigné sous le vocable de migration pendulaire. Dans les grandes agglomérations, la gestion du trafic routier génère des problématiques qui lui sont propres.
S'il a longtemps été très difficile d’étudier les impacts de l’étalement urbain et des migrations pendulaires, car l’analyse repose sur un très grand échantillon de comportements humains observés sur un vaste territoire, le développement des outils informatiques permet désormais le traitement et l'interprétation des données géographiques collectées en nombre. 
Depuis 1970, l’enquête « Origine-Destination », relative aux migrations pendulaires dans la région métropolitaine de Montréal, est réalisée tous les cinq ans, par huit grands organismes publics, supervisés par l’Agence Métropolitaine de Transport de Montréal (AMT). Cette enquête couvre 88 municipalités, sur une surface de plus de 5 400 km² comprenant 4 230 000 habitants totalisant 8 100 000 déplacements quotidiens.
De nombreux logiciels, développés spécifiquement par la Polytechnique de Montréal, permettent, à partir des données recueillies, de dresser un portrait général de la situation du transport routier dans la région métropolitaine de Montréal, et de produire en temps réel des graphiques, images et cartes. Les chercheurs réalisent des plans (gestion des déplacements, stratégie de développement) et émettent des suggestions qui servent à guider, à différents niveaux, les politiques et les décideurs dans le choix des priorités dans l'organisation du trafic routier et de l'urbanisation de la région.

## Jeux vidéo
L'industrie du jeu vidéo utilise parfois des données cartographiques, afin de créer des simulations se rapprochant le plus possible de la réalité. Les simulateurs de vol (Flight Simulator, X-Plane, etc.) et leurs extensions en sont un exemple : l'une des extensions de  Flight Simulator, celle concernant la France a, par exemple, été réalisée en collaboration avec l'Institut national de l'information géographique et forestière (IGN). Des jeux moins réalistes, comme Midtown Madness, y ont également recours afin de modéliser des mégapoles, comme Londres ou San Francisco.
Le jeu de simulation de gestion d'espace urbain Sim City 4, bien que ne se basant pas sur des villes existantes, met en œuvre des données présentées sous forme cartographique afin de proposer au joueur des schémas indiquant les axes routiers engorgés de sa cité, l'état de la pollution atmosphérique selon les quartiers, etc.

## Connaissance et protection de la nature

### Études d’impact en environnement

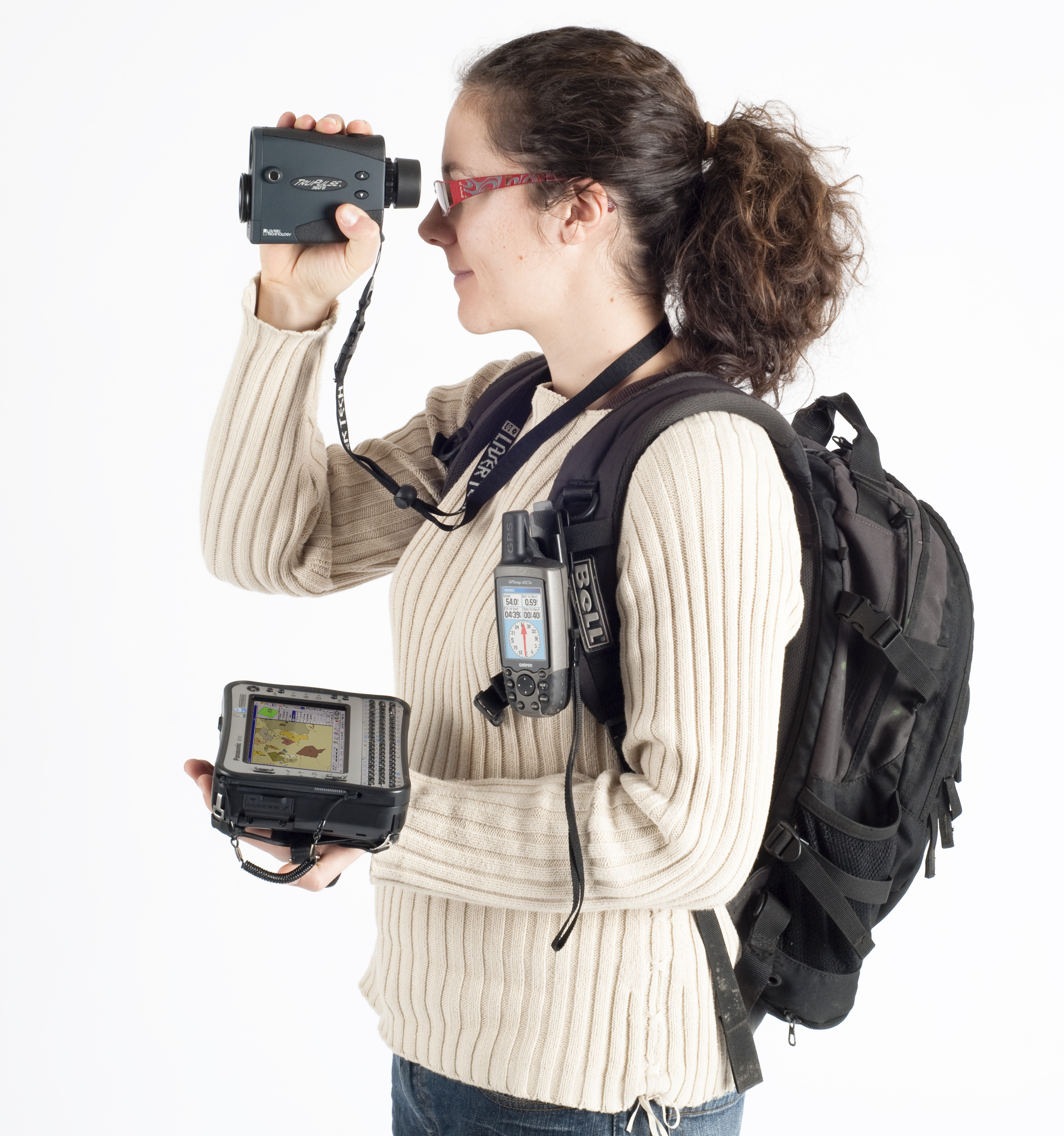
Une application de SIG mobile (par exemple technologie Field-Map), sur un ordinateur de terrain PC, permet d'effectuer les études d'impact en environnement (et la cartographie et la collecte des données) directement sur le terrain, qui augment la productivité et la qualité du résultat.

Une étude d’impact en environnement est un instrument de planification et de recherche qui prend en considération l’ensemble des facteurs environnementaux, d’un point de vue physique, biologique et humain. L’étude d’impact considère également les intérêts des différents partis en vue d’éclairer les prises de décision pour une gestion durable de l’environnement. 
Une étude d’impact est composée de 6 grandes étapes :
1. La mise en contexte du projet
2. La description du milieu naturel
3. La description détaillée du projet
4. L’analyse des impacts
5. La gestion des risques d’accidents
6. La surveillance et le suivi environnemental

La multitude de variables analysées peut rendre la compréhension difficile. Les SIG sont donc des outils efficaces afin de synthétiser l’information et faciliter la compréhension globale de l’étude. Les SIG sont particulièrement efficaces pour illustrer les étapes descriptives (étapes 2 et 3) et l’analyse des impacts (étape 4). 
Par exemple, les SIG peuvent être utilisés pour le recensement des espèces dans un milieu donné, ainsi que pour localiser l’ensemble des sites potentiels de construction d’un projet. En superposant ces deux variables à l’aide des SIG, il est alors beaucoup plus facile d’avoir une vue d’ensemble des impacts d’un projet de construction sur le milieu naturel.

### Estimation de domaines vitaux
Le domaine vital, concept lié à l’étude de la faune, désigne les zones traversées répétitivement par un animal. Les données de localisation, généralement obtenues par suivi télémétrique ou satellital d’individus munis d’émetteurs, peuvent être visualisées et traitées par un SIG afin d’estimer la surface des domaines vitaux. À titre d’exemple, peuvent être citées les applications suivantes :
- HRT : Home Range Tools pour ArcGIS 9.x (ESRI) (méthodes d’estimation : MCP et kernel)[2].
- LoCoH pour ArcGIS 9.x (ESRI) (méthode d’estimation : LoCoH)[3].
- Une suite de paquets pour R du projet AniMove[4] qui font appel à plusieurs méthodes, dans GRASS GIS.

Outre leur puissance d’estimation, les SIG offrent entre autres l’avantage de superposer des domaines vitaux à différentes couches  (ex : habitats, routes, sentiers de chasse, etc.) permettant ainsi une analyse plus approfondie des déplacements débouchant sur des réalisations pratiques comme, par exemple : prédictions sur le roadkill et les accidents de la route impliquant la grande faune, probabilités de survie du « gibier » dont le domaine vital entrecoupe des zones fréquentées par des chasseurs, efficacité des zones de conservation ou encore des études sur la sélection des habitats par une espèce ou un groupe d'espèce.

### Protection des milieux humides et écosystèmes prioritaires
Les SIG sont beaucoup utilisés dans des cas de protection des ressources naturelles,
, par exemple comme dans le projet de protection des milieux humides dans la région de la Plaine du Saint-Laurent dans les Laurentides au Ministère des Ressources naturelles et de la Faune. 
L'utilisation de programmes tels ArcMap 9.2 peuvent être utiles dans la réalisation du projet :
- Identification d’écosystèmes d’intérêt par leur diversité, leur richesse, leur rareté dans la région
- Délimitation de ceux-ci grâce à une analyse des différentes composantes du milieu
- Détermination des écosystèmes prioritaires à protéger selon leur richesse et leur vulnérabilité à la pression humaine
- Délimitations plus précises des écosystèmes grâce aux photos aériennes (Orthophotos)
- Anthropisation (déboisement d’écosystèmes, drainage de milieux humides)
- Évolution naturelle du milieu

Différentes étapes ultérieures sont nécessaires à la réalisation d'un projet de ce type comme :
- l'identification des milieux à protéger grâce aux différentes analyses d'information disponibles ;
- ainsi que l'utilité des photos aériennes récentes pour la mise à jour des données ;
- l'utilisation de différentes technologies sur le terrain ;
- Présentation des résultats aux partenaires
- Soumissions aux Municipalités et MRC par bureaux d'audiences publiques

## Processus électoral
L'organisation du système électoral passe par la connaissance mais surtout la gestion efficace d’une très grande quantité d'informations d’ordre démographique et cartographique. Dans un système traditionnel, cela requerrait un travail immense. Le développement des systèmes d’information géographique (SIG), qui permettent d’associer ces deux types de données, rend la tâche possible. Les données démographiques font l’objet de mises à jour régulières, qui suivent l’évolution des populations (la base utilisée contient l’adresse, l’âge et le statut des électeurs potentiels) et peuvent faire apparaître la nécessité d'une révision du découpage électoral.  
Les SIG sont utiles à trois moments du processus électoral :
- Avant le scrutin, pour l'analyse du nombre d’électeurs concernés et l'élaboration d’un découpage qui leur assure une représentation équitable, pour la localisation stratégique des bureaux de vote et pour la préparation logistique.
- Pendant le scrutin, pour la répartition et la gestion des ressources matérielles et humaines et pour la diffusion des résultats en simultané.
- Après le scrutin, pour la diffusion et l'analyse des résultats.

## Agriculture

### Apparition des SIG en agriculture
Le domaine agricole subit sans cesse des modernisations permettant une meilleure gestion et de meilleurs rendements. L’informatisation a été un grand pas en avant, qui plus est avec le développement des Systèmes d’Information Géographique (SIG).
En Europe par exemple, la PAC (Politique Agricole Commune) a exigé des États membres de l’Union européenne qu’ils utilisent les outils SIG pour le recensement de leurs parcelles agricoles (règlement n° 1593/2000, article 4). L’objectif était de mettre à jour les registres européens au plus tard en 2005 et seuls les SIG permettaient une telle opération. Le registre parcellaire graphique est maintenant mis à disposition sous forme anonyme.

### Sources d'informations
Les données agricoles destinées aux bases pour les SIG peuvent provenir :
- des GPS (Global Positioning System)
- d’images satellites
- de photographies aériennes
- de cartographies existantes
- de données recueillies sur le terrain (observées par l’exploitant par exemple)

### Applications et utilité
Les SIG ont en agriculture de multiples applications autres que l’élaboration de cartes et graphiques, notamment :
- Mieux gérer les parcelles (localisation, calcul de surface, historique des cultures…)
- Assurer la traçabilité des produits issus de l’agriculture (sécurité alimentaire)
- Maîtriser l’application des produits phytosanitaires (s’adapter aux besoins agronomiques)
- Suivre la conjoncture de l’agriculture mondiale

Les SIG permettent donc de mettre l’agriculture mieux en relation avec des domaines tels que la santé, l’environnement ou l’économie afin d’améliorer ses pratiques et maîtriser ses impacts.

### Gestion de la zone agricole du Québec
L’agriculture est une des plus grandes ressources du Québec. Cependant, les meilleures terres sont situées dans la région des basses terres du Saint-Laurent, qui est en même temps la région la plus urbanisée. Afin de contrôler la perte de plus en plus importante de terres à haut potentiel agricole au profit des villes, le gouvernement du Québec a fait adopter en 1978 la loi sur la protection du territoire et des activités agricoles. Cette loi a créé une « zone agricole », représentant 4 % de tout le territoire québécois, dans laquelle il est interdit d’utiliser les terres à des fins autres que l’agriculture sans autorisation de la Commission de protection du territoire agricole du Québec (CPTAQ). 
Afin de gérer les informations liées à ces demandes d'autorisations, le logiciel  G.I.P.T.A.A.Q a été mis en place en 2000. Ce SIG est à la base de toutes les demandes reçues à la Commission. Les cartographes s'en servent pour le positionnement des demandes, le calcul des superficies et les demandes d'attestations. Les analystes s'en servent pour visualiser les impacts sur le milieu environnant ainsi que pour les analyses à caractère régional. En fait, le système est utile à tous les niveaux de traitement d'une demande. Il est facile à utiliser et ne requiert aucune connaissance spécifique. La mise en place de G.I.P.T.A.A.Q. a demandé et demande toujours beaucoup de travail: numérisation des données, géoréférencement des photos aériennes, positionnement des décisions déjà rendues, etc. 
Le logiciel apporte beaucoup car il permet une meilleure efficacité ainsi qu’une meilleure constance dans les décisions.
Une version simplifiée est disponible pour toute la population sur le site internet de la CPTAQ. Elle permet aux gens de vérifier si des demandes similaires ont été faites à proximité de leur lot et de voir si celles-ci ont été autorisées ou refusées et pour quelles raisons.

## Gestion durable des ressources
L’appauvrissement des ressources qu’utilisent l’être humain est sujet d’actualité et plusieurs acteurs tentent d’y trouver des solutions pour arriver à une gestion durable. Les SIG sont un des outils qui marquent un grand pas en avant dans le domaine. Par exemple, les applications des systèmes d’information géographique aux ressources en eaux sont multiples; recherche scientifique en hydrologie, hydroélectricité, protection des écosystèmes aquatiques, gestion des risques environnementaux, augmentation de l’accessibilité à l’eau potable, suivi de la qualité de l’eau, etc. 
Pour donner un exemple un peu plus précis, l’utilisation des SIG dans les pays où l’eau est peu présente ou mal utilisée permet la mise en place de base de données pour ensuite collecter, manipuler et visualiser les situations. Ces systèmes permettent une cartographie détaillée et une représentation graphique claire permettant de facilité les interventions de maintenance sur les canalisations, de prévoir les extensions nécessaires au réseau, d’améliorer le rendement du réseau, d’observer la disponibilité de la ressource de même que sa provenance, et enfin de suivre de manière continue son degré de qualité. Ainsi, les SIG sont un moyen d’information facilitant la prise de décision.

## Sécurité des insulaires
L’utilité des SIG en milieu insulaire est sans contredit le meilleur moyen technologique afin d’établir un suivi concret et précis dans la gestion de plusieurs ressources et dans l’élaboration de projet prometteur d’économie. Aux Iles de la Madeleine, la conservation des cultures maricoles est le premier projet construit par les SIG et depuis, les Madelinots comprennent et peuvent être plus consciencieux dans leurs techniques durables d’exploitation de leurs ressources. De plus, l’érosion des régions côtières demande fortement à être surveillée ; les insulaires perdent du terrain. Question de sécurité, les SIG peuvent  déterminer les territoires à forts risques d’érosion et ainsi, servir de support dans l’aménagement des territoires connexes.
Quand on sait que ces milieux sont souvent les premières victimes des changements climatiques, c’est aujourd’hui que la pertinence des SIG prend tout son sens.
Ouranos, un centre de rassemblement de plusieurs scientifiques, a fait un consortium sur les impacts des changements climatiques et sur les adaptations régionales des régions côtières du golfe Saint-Laurent. Ils avaient comme but d'évaluer les répercussions et d'intégrer les communautés vulnérables dans le processus d'un développement durable et sécuritaire.

## Industrie pétrolière
L'extraction, la transformation et la vente du pétrole sous forme de carburant constituent une activité industrielle importante, mais complexe. L'industrie pétrolière permet aux véhicules, avions et navires à travers le monde de fonctionner. Pour cette raison, les grandes compagnies tels que ExxonMobil, Royal Dutch Shell ou British Petroleum ont un chiffre d'affaires annuel dépassant le cap des milliards de dollars. Pour réussir à réaliser de tels profits, les compagnies pétrolières ont notamment recours aux SIG. Les systèmes d'informations géographiques sont des outils technologiques pour comprendre la géographie tout en facilitant la prise de décisions intelligentes. Leurs utilités sont les suivantes :

### Exploitation et production
Les deux objectifs principaux des compagnies pétrolières à ce stade sont : la découverte de nouveaux champs de pétrole et l'analyse de rentabilité de ces découvertes. Les SIG facilitent l'analyse de données essentielles à ce processus. En voici quelques exemples :
- photos aériennes,
- données sismiques,
- données géographiques.

Au terme de leur utilisation, les SIG auront permis de formuler d'excellentes prévisions sous forme de cartes interactives.

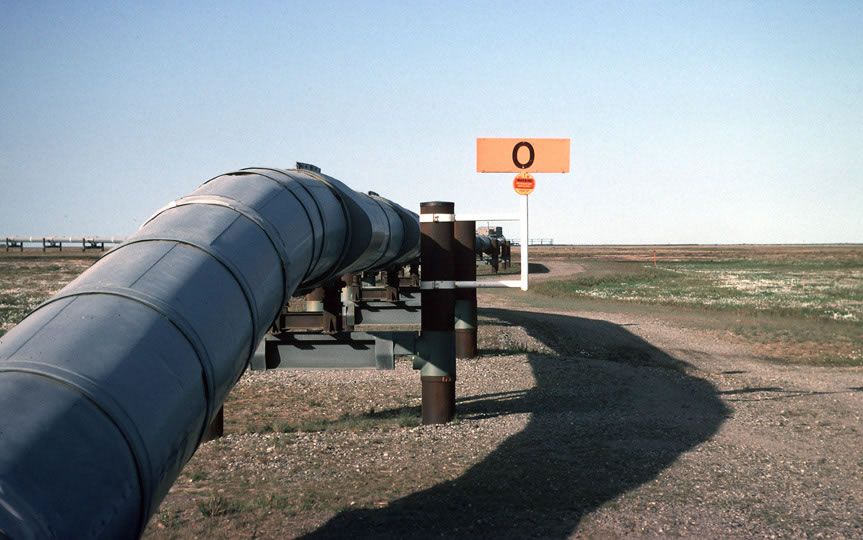
Oléoduc du Trans-Alaska

### Gestion des infrastructures
L'industrie pétrolière est d'envergure planétaire. Les infrastructures requises sont nombreuses (puits, oléoducs, pétroliers, raffineries, camions-citernes, réseaux de stations-services, etc.)
Dans le but d'éviter une catastrophe naturelle, les infrastructures doivent être très sécuritaires. Les SIG permettent la planification, l'opération, l'entretien et la surveillance de ces infrastructures grâce à l'analyse des données géographiques qui s'y rattachent.

### Planification de vente
Les distributeurs de pétrole comme Shell ou Pétro-Canada doivent construire des stations-services dans le but de desservir le plus de consommateurs possible. Les SIG facilitent cette tâche en permettant l'analyse de données démographiques, de transport, des estimations d'offre, de demande et de concurrence.

## Risques d'inondation
Un projet québécois visant l'évaluation des risques d'inondations des rivières l'hiver a été mis au point par 2 chercheurs de l'INRS à Québec, soit Monique Bernier et Yves Gauthier; il s'agit du projet Frazil. Ce projet met en lien les innovations du nouveau satellite canadien Radarsat II et l'utilisation de SIG tels GEOMATICA et ArcObject. 
Il comporte 3 phases principales :
1. collecte de données sur le terrain : échantillonnage des trois types de glace ainsi que de l’épaisseur de celle-ci ;
2. au laboratoire : mise en relation des données. On attribue une signature radar à chaque type de glace, pour que le satellite les reconnaisse instantanément ;
3. mise en relation avec les SIG : utilisation des logiciels GEOMATICA et ArcObject pour traitement des données sur l’ordinateur en utilisant les modèles numériques d'altitude et les couches hydrographiques.

Résultat : des données en temps réel qui nous permettent de voir l’évolution du couvert de glace, son type et son épaisseur sur les différentes rivières du Québec. On peut ainsi réagir beaucoup plus vite et prévenir les inondations.

## Gestion forestière
La gestion forestière regroupe toutes les interventions en matière de conseils, de besoins administratifs et de travaux forestiers. Les SIG sont régulièrement utilisés dans ce domaine notamment en matière d’inventaires et d’aménagements forestiers.  Ils sont aussi des outils non négligeables dans le domaine de la prévention des feux de forêts. 
Qu’es-ce qu’amène les SIG en gestion forestière :
- une exactitude de données (surface périmètres) ;
- un gain de temps ;
- une meilleure représentation de la zone forestière (localisation de pièges de chasseurs) ;
- une lecture rapide et objective des données de terrain ;
- une transmission d’information.

Par exemple : facilité d’accès à l’information pour le montage d’un document de gestion tel une demande de subvention à la suite d'un sinistre.
Pour ce qui est de la prévention des feux de forêts, les SIG vont être utiles dans le domaine de l’acquisition de données (entre autres sur les ressources de lutte contre le feu), pour la simulation, l’élaboration de cartographies de combustibilités (utilisation de télédétection), l’analyse de gestion (estimation globale) ainsi que pour la prédiction.

## Collecte des déchets
Aujourd'hui, nous produisons de plus en plus de déchets et les villes accueillent toujours plus de monde. Dans un contexte où le prix de l'essence subit une hausse fatale, la question du ramassage des ordures est au centre des préoccupations des municipalités. Le projet Mapeos est né de la volonté de répondre à ce besoin précis. 
Le logiciel Mapeos est une application cartographique destiné aux municipalités, disponible sur Internet et qui rassemble toutes les données concernant la gestion des déchets ménagers en France. Les logiciels utilisés sont ArcGIS 9.1, ArcSDE 91, ArcInfo, et Kogis.
Fonctionnement expliqué en quatre étapes :
1. constitution de la base cartographique : on cartographie les collectivités territoriales sous forme de polygone, les unités de traitement sous forme de points, les recycleurs ainsi que les résultats du recyclage) ;
2. création de carte d’organisation globale de la collecte : on cartographie les flux, les contenants, les installations utilisées, etc. ;
3. tracé des circuits de la collecte : les collectivités territoriales tracent elles-mêmes leurs circuits à l’aide des données mises en ligne par Mapeos ;
4. optimisation, étape la plus importante. Il s’agit de réorganiser les secteurs et circuits de collectes à la lumière des éléments cartographiques disponibles. On prend en compte certaines contraintes tel le nombre de véhicules disponibles, les heures de passage, etc. Il s’ensuivra que la collecte sera plus performante.

Les résultats attendus par la municipalité sont une réduction des coûts pouvant aller jusqu'à 15 % grâce à une diminution des temps travaillés et des distances parcourues.

## Domaine militaire: défense et renseignements
Dans le monde d’aujourd’hui, l’utilisation de différentes technologies est devenue essentielle dans l’acquisition de données et le partage d’informations. En ce qui a trait aux Systèmes d’Information Géographiques, le nombre d’applications de ceux-ci ne cesse d’augmenter avec le temps. 
Dans le cadre de cette présentation, l’idée est de démontrer l’utilisation de cet outil dans le domaine militaire, plus particulièrement dans la défense et les renseignements. Le domaine militaire a longtemps utilisé la cartographie dans l’élaboration de mission, dans le ravitaillement de ses troupes et ses déplacements. Mais aujourd’hui, avec la possibilité d’utiliser l’informatique avec les SIG, les choses sont beaucoup plus simples et rapides. La transmission d’information est facilitée énormément et un éventail d’applications se rattache à cet outil.
Pour gérer les données et différentes informations de ce domaine, la plateforme Arc/GIS est couramment utilisée sous diverses versions afin de subvenir aux différents besoins techniques et informatiques militaires. Ce SIG joue un rôle important dans plusieurs situations telles que la gestion des opérations, la protection de la sécurité et des forces, les systèmes de renseignements, l’analyse de terrain et bien d’autres applications.  Son interopérabilité se révèle un élément important puisque la plateforme s’intègre facilement dans diverses applications ce qui permet l’accès à toutes sortes de plateformes, de données et d’informations.
En bref, le SIG offre une ouverture intéressante pour toutes les différentes applications militaires de terrain avec une facilité qui s’est accrue au cours des dernières années. Il permet la gestion et la diffusion des données importantes dans une plateforme multifonctionnelle qui peut prendre en charge un grand nombre d’éléments nécessaires à l’élaboration de quelconques opérations militaires de terrain tant que de recherches de renseignements cartographiques et stratégiques.

## Catastrophes humanitaires
Actuellement, on dénombre de plus en plus de crises humanitaires graves à travers le Monde. Ces crises sont essentiellement dues à des catastrophes naturelles de plus en plus intenses ainsi qu’à des conflits de plus en plus nombreux à travers le monde du fait d’une situation actuelle globale assez tendue. Ces crises engendrent de plus en plus de victimes.
Pour gérer et résoudre ces crises, on dénombre beaucoup d’organismes humanitaires tels que l’ONU, l’UNICEF, la FAO, l’OMS, Médecins Sans Frontières, Action Contre la Faim.
Conjointement, le secteur des SIG s’est développé et est devenu très performant.
Actuellement, les SIG semblent être l’outil approprié qui permettrait d’aider les acteurs humanitaires dans les processus de gestion des crises ou encore dans la prévention.
En effet, dans un cadre de crises humanitaires, ils  permettent l’action à travers :
- la détermination d’espaces géographiques spéciaux ;
- l’analyse spatiale et temporelle de la crise ;
- la cartographie des populations à risque ;
- l’analyse de la distribution des zones à risques.

Ce qui conduit à la planification d’actions ciblées, qui engendre des interventions optimums et efficaces des acteurs sur le terrain.
Les SIG sur le terrain sont ainsi utilisés pour servir : 
- à la protection des civils ;
- à la fourniture de biens de première nécessité (eau, nourriture) dans les zones qui en ont besoin ;
- à la mise en place d’installations sanitaires, d’abris (création de camps de réfugiés) ainsi que d’activités de redressement et d’aide (formation pédagogique) dans les zones sinistrées mais importantes sur le territoire analysé ;
- à la mise en place de services de santé et de secours (infrastructures) ;
- mais aussi à prévenir les crises humanitaires et améliorer la préparation de tels évènements.

Ainsi, les SIG apportent beaucoup à l’aide humanitaire du fait de leur rapidité et de leurs multiples caractéristiques. De ce fait, la maîtrise de l’information géographique s’impose donc comme un enjeu pour l’ensemble des acteurs humanitaires pour la prévention, la gestion, la planification et l’intervention sur le terrain. C’est pourquoi de plus en plus de secteurs de certains grands groupes comme l’Onu ou des entreprises se spécialisent dans la conception de SIG destiné à l’action humanitaire. Il existe actuellement, le « Geographic Information Support Team » (GIST) et le « United Nations Joint Logistics Centre » (UNJLC) qui sont les deux plus gros organismes (affiliés à l’ONU) destinés à la recherche et au développement des SIG dans l’action humanitaire.

### Les SIG au service de la santé publique
La santé publique est la science et l’art de prévenir les maladies, de prolonger la vie et d’améliorer la santé et la vitalité mentale et physique des individus, par le moyen d’une action collective concertée visant à :
- assainir le milieu,
- lutter contre les maladies,
- enseigner les règles d’hygiène personnelle,
- organiser des services médicaux et infirmiers,
- mettre en œuvre des mesures sociales[18].

Aujourd'hui la santé publique est devenue une discipline automne et se manifeste sous la forme d'institutions publiques visant à surveiller et contrôler la santé de la population.
Pour arriver pleinement à ses fins la santé publique a toujours fait appel à la cartographie. Aujourd'hui les SIG sont donc sollicités pour apporter les outils nécessaire au développement des projets en santé publique. La dimension graphique et analytique qui est importante pour la santé publique est effectivement fournie par les systèmes d'Information géographique. Les cartes ainsi construites permettent plusieurs choses :
- de suivre la propagation des maladies dans le temps ;
- de construire des schémas géographiques des épidémies ;
- de repérer et de surveiller des groupes de population à risque ;
- de présenter les disponibilité et accessibilité des soins de santé ;
- de planifier des programmes d’intervention.

(Cette utilisation des SIG est possible car la majorité des données sur la santé ont une composante géographique)
Les SIG ont donc un rôle important de présentation des données de santé afin d'aider à la décision et/ou à la présentation des résultats d'une politique sanitaire menée par un pays ou une ville.

### Programme alimentaire mondial
Le Programme alimentaire mondial (PAM) est une agence d’aide humanitaire des Nations unies qui a pour mission d’éliminer la faim et la pauvreté dans le monde par la distribution de vivres alimentaires. Afin de facilité le processus de distribution, le PAM a mis en place une unité d’aide qui a pour objectif d’analyser et de cartographier la vulnérabilité des populations. Cette unité « Vulnerability Analysis and Mapping (VAM) » utilise les SIG pour :
- illustrer l’évaluation approfondie de la situation alimentaire et de la vulnérabilité d’un pays ou d’une zone donnée et ainsi connaitre les lieux où intervenir en premier ;
- illustrer les organismes non gouvernementaux (ONG), les lieux d’entreposage et les communautés et ainsi faciliter l’organisation des distributions ;
- effectuer le suivi de la sécurité alimentaire en cartographiant les indicateurs de suivi (par ex. les migrations, les précipitations atmosphériques).

### Application de l'indice de défavorisation
L'indice de défavorisation a été mis sur pied afin de suivre les disparités sociales de santé et de bien-être des québécois.  Initialement construit en fonction des données du recensement canadien de 2001, l'indice analyse six différents indicateurs socioéconomiques (i.e. composantes matérielles et sociales) afin d'observer certains états de désavantage face à la communauté locale ou à l'ensemble de la société.
En fonction des valeurs recueillies, l’indice permet de cartographier les inégalités en fonction d'un état de santé et d'un territoire donné.  Couplé avec les SIG, celui-ci offre l’avantage de visualiser synthétiquement un état de fait ou l’impact de certaines décisions.  Ultimement, il contribue à amenuiser les écarts relatifs à la défavorisation et tend à mettre sur pied des programmes et des services de préventions. 

### Les SIG et l'indice moyen d'infestation de l'herbe à poux
Les allergies causées par l'herbe à poux affectent en moyenne 17,5 % de la population québécoise. Les statistiques démontrent que Québec serait la province au Canada où l'on recense le taux le plus élevé de personnes allergiques à son pollen. Les manifestations allergiques se produisent durant sa période de pollinisation, qui s'étend de la fin juillet jusqu'à la fin septembre. En 2006, Santé Publique de Montréal a recensé sur toute la superficie de l'Île (500 km2) diverses statistiques concernant les colonies d'herbe à poux rencontrées. Tout ceci s'est effectué grâce à la division de l'île de Montréal en 6000 cadrans, ce qui a permis de cartographier l'indice moyen d'infestation provoqué par l'herbe à poux à l'intérieur de ces cadrans.
Grâce au SIG, certaines personnes peuvent désormais être influencées par cet indice afin de prendre une décision concernant l'endroit où elles désirent habiter.

### Les SIG et les évaluations de risques naturels
Quito est la capitale de l'Équateur, une république où il y a une activité sismique importante. Plusieurs séismes à magnitude élevé ont été recensés et ce depuis 1534. De plus, une série de volcans encercle la capitale qui s'est développé dans les vallées de la cordillère de Andes.
Le logiciel SIG SAVANE est l'outil qui a permis de construire différentes cartes démontrant: les zones d'activités sismiques semblables, les matériaux de construction utilisée pour les bâtiments, les dommages des bâtis subvenu dans la ville lors d'un séisme local d'une magnitude 6,5 et les bris occasionnés sur le réseau d'eau potable, de voirie et d'égout.
Le logiciel SAVANE permet de superposer différentes matrices afin d'obtenir un résultat visuel révélateur des bases de données préalablement entrées. À la suite des résultats obtenus, on peut faire des prévisions par exemple sur le temps que prendra la réparation du réseau d'eau potable ou le nombre de décès dans tel quartier avec un séisme de magnitude 8, par exemple. La collaboration exemplaire de tous les acteurs a permis de réaliser ce projet dans un temps très court soit de deux ans.

## Navigation en milieu hostile

### La navigation en Arctique
Les travaux en Arctique présente des défis particuliers, particulièrement à bord d’un brise-glace. Le froid, le vent, les glaces, l'absence de clarté en hiver et l'isolement peuvent menacer la sécurité du navire et de l'équipage.  Pour mieux contrôler les risques associés à la navigation dans ces conditions et aider à la décision lorsque vient le temps de choisir un passage au travers des glaces, les SIG sont sollicités quotidiennement. Ainsi, le Service canadien des glaces et Environnement Canada mettent à la disposition des navires plusieurs outils sous forme de SIG.

### Types d'outils disponibles
On peut les séparer en 2 catégories soit les cartes électroniques qui nous aident à voir ce qui nous entoure, et les SIG à proprement parler qui peuvent modéliser, calculer et émettre des prévisions sur les conditions à venir, comme le déplacement des glaces et les vents, par exemple. 
Exemple de cartes électroniques :
- images satellites et AVHRR ;
- carte des glaces.

Exemple de système d'information géographique :
- prévision des vents issues du modèle GEM(Global environmental multiscale model) ;
- prévision des glaces selon le modèle CIOM (Community ice-ocean model).

Ces outils permettent aux capitaines circulant en Arctique de prendre des décisions plus éclairées et de mieux évaluer les risques auxquels ils font face. Les SIG, en permettant une navigation plus efficace, contribuent également à diminuer les coûts des missions en Arctique.

### Les SIG et la science en Arctique
Les scientifiques tirent aussi profit de l'utilisation des SIG, qui leur permet de planifier leur échantillonnage selon leurs intérêts, comme un type de glace en particulier, une composante géographique comme une baie qui est affectée par la sortie d'une rivière, par exemple. Les SIG permettent aussi de maximiser le temps accordé aux activités de recherche.
Les SIG peuvent servir les intérêts scientifiques pour l’analyse et le suivi de variables environnementales, mais également pour des projets de vulgarisation, qui permettent de sensibiliser plus gens aux problèmes touchant l’Arctique, d’une manière simple et dynamique.

### Futur des modèles
Il importe  de remarquer que jusqu'à maintenant, les prévisions à l’échelle locale sont encore imparfaites, les modèles et algorithmes utilisés ne puissant intégrer toutes les variations à petite échelle. Les chercheurs travaillent constamment pour les améliorer à l'aide de nouvelles approches, comme dans le cas du GEM. Toutefois, leur fiabilité à grande échelle demeure  et permet de faire des choix plus éclairés, tout en restant conscient du fait qu’une surprise peut nous attendre en cours de route.

## Recherche et sauvetage
La popularité des activités de plein air, les travaux de recherche dans le Grand Nord ou l'augmentation de la présence humaine en régions éloignées ont conduit à développer des outils cartographiques informatisés afin d'assister les équipes de secours dans leur déploiement lors de la prise en charge d'une situation d'urgence.
Les SIG permettent d'aider à la coordination d'une intervention de recherche et sauvetage sur le terrain en offrant, sur le terrain, un accès à des cartes précises, des bases de données à jour et en permettant l'évaluation de la topographie du terrain grâce à la visualisation 3D. De plus, la couverture satellite, fournie par des satellites comme Cospas-Sarsat et MEOSAR, permet une détection des signaux de détresse plus efficace.
Ce type d'application trouve également une utilisation dans la gestion des incendies de forêts, et la coordination des équipes d'intervention sur le terrain ou des opérations de surveillance.

## Transport des matières dangereuses
Afin d'intervenir dans une problématique survenue dans le cadre du transport de matières dangereuses (accident, explosion, déversement, etc.), les systèmes d'information géographiques permettent de compiler et de croiser bon nombre de données brutes qui, additionnées, aideront à appliquer un plan d'urgence efficace à une situation donnée. Ainsi, contrairement au transport ferroviaire, le camionnage rend plus difficile la prévision des plans d'urgence. La raison est bien simple, il devient difficile de faire le suivi des quantités de matières transportées, de connaître la trajectoire des transporteurs et de plus, cette forme de transport augmente le nombre et la dispersion des incidents possibles. 
À l'intérieur du SIG on peut donc entrer des couches d'informations plus ou moins permanentes à moyen terme, comprenant le réseau routier, la répartition démographique et la topologie, auquel on ajoutera les informations précises au moment d'un incident. Il faut bien comprendre que chacune des interventions est différente de par l'endroit, la nature et la quantité du produit en cause. C'est pourquoi, les données intégrées au SIG doivent être précises et bien pointues sur les réalités du milieu (certaines sont inflammables, explosives, s'évaporent).
Types de données compilées :
- topographie ;
- matière dangereuse transportée et ses effets (explosive, inflammable, qui s'évapore, etc.) ;
- dispersion de la démographie locale ;
- quantité de la matière transportée ;
- végétation ;
- statistiques sur la force des vents.

L'objectif de ces applications, bien que curatif, est de permettre l'intervention la plus efficace prévoyant évacuations, réorientation du trafic et remise en état des lieux. Le résultat présenté par le SIG et permettant de ressortir de nouvelles informations présentera une carte des lieux avec une ou plusieurs zones tampons présentant les lieux possiblement affectés par l'incident.
Les problématiques connues dans le cadre du transport des matières dangereuses sont le résultat de l'évolution de nos choix de vie en matière d'aménagement urbain et de l'avancée de nos technologies sur le point des matières utilisées. Les SIG ne pouvant régler la problématique à la base du problème, il faudra d'une manière ou d'une autre s'y attarder ! C'est une question de sécurité et de protection de l'environnement.

## Transports

### Cyclisme
Les SIG présentent un fort potentiel à exploiter pour les cyclistes de tout acabit. Quelques applications disponibles sur le WEB (, etc.) permettent d’ailleurs de découvrir les fonctions pratiques présentement offertes aux cyclistes de certaines villes nord-américaines. Parmi celles-ci, on note, entre autres :
1. la possibilité de tracer un trajet excluant les routes interdites aux cyclistes, et ce, en fonction de l'aménagement cyclable, d’une pente maximale prédéterminée, de l’élévation moyenne, de la pollution ambiante de l’air ou encore du couvert végétal maximal (exemples : Ride the City[21] ou Cycling Metro Vancouver[22]);
2. la possibilité de cartographier les emplacements où des accidents (mineurs, majeurs ou mortels) impliquant des cyclistes ont eu lieu (exemple : Crash Map[23]).

## Tourisme
Les SIG permettent de faciliter la planification des activités du tourisme. De plus en plus de sites Internet permettent d’avoir accès à des banques de données d’attraits et de forfaits touristiques géolocalisé (exemples : Expédia ou Bonjour Québec). L’accès à l’ensemble des offres est donc beaucoup plus rapide, mise à jour régulièrement et facile à visualiser. Cela permet en outre de produire des itinéraires personnalisés ou thématiques ainsi que de réaliser des recherches spécifiques, par exemple un jumelage d’activités. Du point de vue marketing, des informations précieuses peuvent également être recueillies relativement aux recherches effectuées lors de la visite des sites de planification touristique. L’analyse des requêtes effectuées permet de produire des statistiques sur ce qui est en demande. Les agences de voyages sont donc en mesure d’offrir des forfaits qui conviennent mieux à ce que leur clientèle recherche. Enfin, les SIG favorisent un développement touristique plus durable en permettant l’évaluation des impacts environnementaux potentiellement engendrés. Ils permettent notamment d’identifier les zones à risques, d’identifier les zones ayant une valeur écologique élevée ainsi que d’identifier les héritages culturels à préservés. Les systèmes d’information géographique permettent également de mesurer les impacts liés au tourisme. en permettant d’effectuer une comparaison de l’état antérieur à l’aménagement avec l’état qui en résulte. Il est donc ainsi possible de ne pas reproduire des erreurs d'aménagement qui auraient été commises.

## Urbanisme
L’urbanisme s’intéresse à l’étude du phénomène urbain, à l’action d’urbanisation et à l’organisation de la ville et de ses territoires.  Son objectif est de donner une lecture du territoire et d’aménager ses espaces de façon à composer un réseau cohérent d’infrastructures dans un contexte urbain. Les plusieurs enjeux du contexte mondial actuel tels l’explosion urbaine, la pauvreté ainsi que la dégradation de l’environnement font en sorte que la plupart des municipalités ont des problèmes  quant à la gestion de l’expansion urbaine qui est causée par des capacités locales limitées. Les technologies associées aux SIG sont la solution à ces problèmes. 
La planification implique plusieurs décisions prises à partir de choix qui nécessitent des informations géographiques. Les SIG procurent aux urbanistes plusieurs méthodes efficaces afin de gérer toutes ces informations géographiques. Ils supportent la collecte, l’entretien, l’analyse ainsi que la représentation de ces informations géospatiales. Ils rendent possible la représentation d’une multitude d’informations à la fois et constitue un outil de visualisation parfait afin de faciliter les interprétations. 
Ils sont utilisés dans le domaine de l’urbanisme pour rechercher, implémenter et contrôler les plans qu’on y opère. Les SIG en urbanisme permettent aussi de transmettre de façon beaucoup plus claire et précise les projets d’aménagements au public et favorise l’interaction. Dans le futur des simulations interactives seront même possibles afin de visualiser les résultats d’un projet dans son milieu et dans le temps.

## Pays en développement, le cas du Sénégal
Introduits en Afrique à la fin des années 1980, les SIG constituent aujourd'hui un outil très important pour les pays en voie de développement. Ils sont utilisés dans plusieurs domaines d'activités, dans un pays comme le Sénégal on peut citer des domaines d'application tels que :
- l'environnement : Le suivi de la biomasse et des parcours naturels, la gestion de l'érosion du littoral surtout dans l'axe Dakar Saint-Louis, le suivi et la localisation des feux de brousse durant la saison sèche, le suivi pastoral (mouvements migratoires nord-sud du cheptel), le suivi des pertes de terre causées par la désertification et la gestion des milieux humides, etc. ;
- la santé : Le suivi de la pandémie du paludisme ou malaria afin d'identifier les zones à haut risque de contagion, la délimitation territoriale de certaines épidémies ou maladies ;
- l'urbanisme : La délimitation du domaine public permettant aux municipalités de percevoir des amendes de la part de contrevenants qui empiètent sur le domaine public.

Les SIG peuvent être appliqués dans plusieurs domaines d'activités au Sénégal. Voici un exemple de secteur d'application type.
Exemple du suivi de la biomasse et des parcours naturels :
Ce suivi vise à inventorier le couvert végétal en ce qui a trait à la qualité et la quantité dans les différentes zones écologiques du territoire d'une part et d'autre part dans le long terme appréhender l'évolution des écosystèmes. Dans ce contexte, l'approche méthodologique consiste à la corrélation de deux indices : l'indice de végétation et la quantité de biomasse produite autour de 36 sites. Ils sont obtenus à partir d'images satellitales pour l'indice de végétation et à l'aide du Geographical position system pour la quantité de biomasse. Il en résulte une carte d'inventaire de la biomasse. Cette carte va permettre aux structures de prise de décision dans la gestion des ressources naturelles comme la direction des eaux et forêts d'avoir une base de données assez substantielle afin de pourvoir intervenir. Ensuite, elle permet d'avoir des renseignements sur les différentes zones écologiques afin d'élaborer une planification durable et un suivi de l'évolution des écosystèmes.

## L'utilisation des SIG dans un contexte d'étude de la fonte du pôle Nord
La mission GRACE sert à tracer les différences de gravité sur la terre. Ces mesures servent à établir les endroits où il y a un surplus de masse volumique(poids/volume). Comme c’est la masse qui induit la gravité, les deux sont donc directement corrélées. Avec les mesures de gravité il est possible de recréer les différences temporelles et spatiales de masse volumique. Ces mesures nous permettent alors de dessiner les reliefs terrestres (topographie) et sous-marins (bathymétrie). 
La mission GRACE a ainsi permis de dessiner les différences de gravité partout sur le globe et de comprendre et d’étudier les déplacements de masse. Son fonctionnement se fait en deux étapes : la mesure des différences de masse et la localisation des satellites.
Tout d’abord, la mesure des différences de masse se fait en mesurant les distances variables entre les deux satellites de la mission. Ces différences sont engendrées par des gravités différentes sur la Terre. Pour connaître leur positionnement et ainsi déterminer les endroits où il y a des différences de masse, les satellites se repèrent au moyen de GPS. Ainsi, les autres satellites les informent quant à leur positionnement géographique.
Les différences de gravité peuvent être engendrées par des déplacements de solides tels que la tectonique des plaques mais aussi par les mouvements de fluides tels que l’eau. Par exemple, en 2005, les satellites ont remarqué que la calotte polaire avait fondu jusqu'à atteindre une superficie de 5,32 millions de km2. Il est important de noter que selon la moyenne des années 1979 à 2000, la calotte n’a pas eu une superficie inférieure à 9,3 millions de km2. Ainsi, en 2005, la fonte a été spectaculaire, battant tous les records avec une fonte de 4 millions de km2 de plus que la moyenne. Cependant, le record a été battu en 2007 avec une fonte qui réduisait la calotte à 4,13 millions de km2 et pour la première fois depuis que l’on enregistre ces données, le passage du nord-est s’est ouvert. Encore, en 2008, le passage du nord-est s’est de nouveau ouvert en même temps que celui du nord-ouest (NSIDC : National Snow and Ice Data Center).

## La topographie historique et l'outil d'analyse TOTOPI
La topographie historique est une discipline qui étudie les paysages créés par l'homme à travers l'histoire. Elle s'attarde beaucoup au changement dans le cadastre (l'emplacement des propriétés foncières) ainsi qu'à la morphologie urbaine. Grâce aux cartes anciennes et aux données socio-démographiques elle nous permet de dresser un portrait de l'espace humanisé d'autrefois.
L'outil d'analyse urbaine TOTOPI (Topographie de Tours Pré-Industriel) est l'utilisation d'un système d'information géographique pour la création d'une carte dynamique et d'une base de données ayant pour objet principal la ville de Tours d'avant l'ère industrielle, en France. Cet outil permet entre autres des recherches à thème sur les éléments du bâti, d'étudier le parcellaire, de modéliser le dépôt archéologique et de recenser les fouilles sur le territoire de la ville de Tours.